# Esprit de Serre
Esprit de Serre var en fransk tapetvävare och färgare, verksam i Sverige från 1744 till 1750-talets mitt.
Genom överste Klinckowströms förmedling och på Manufakturkontorets bekostnad inkallades Serre 1744 från Berlin till Sverige som basse-lissevävare. Kort tid efter ankomsten fick Manufakturkontoret en beställning via Carl Hårleman från slottsbyggnadsdeputationen på tolv stycken stolstyg som han och haute-lissevävaren Pierre Louis Deru utförde. Mönstret till tyget var komponerat av Johan Pasch och bestod av motiv från Lafontaines fabler. 1749–1753 utförde han för slottets räkning arton stolstyg och tre skärmar (paravents) samt ett nu försvunnet porträtt av drottning Lovisa Ulrika vävt i basse-lisse. Efter att han lämnade Sverige var han anställd vid den kejserliga gobelinmanufakturen i S:t Petersburg 1756–1764. Serre är representerad med arbeten vid Stockholms slott, Drottningholms slott och Nordiska museet i Stockholm.  